# Bahia de tous les saints (roman)
Pour les articles homonymes, voir Bahia de tous les saints.
Bahia de tous les saints (Jubiabá dans l'édition originale) est un roman écrit par l'écrivain brésilien Jorge Amado et paru en 1935.
L'œuvre offrit à Amado une réputation internationale et fut saluée par Albert Camus comme « un livre magnifique et étourdissant ».
Le roman fut commencé en 1934 à Conceição da  Feira, dans l'État de Bahia, alors que Jorge Amado était âgé de 22 ans, et fut terminé à Rio de Janeiro l'année suivante.
Certains des personnages de ses œuvres ultérieures font ici leur première apparition, comme les marins Guma et Mestre Manuel de Mar Morto, tandis que La Boutique aux miracles, publié en 1969, reprend différents thèmes de Bahia de tous les saints.

## Résumé
Le roman relate l'histoire de l'amitié entre Antonio Balduino, un pauvre jeune noir de Salvador de Bahia, et Jubiabá, un pai de santo – un prêtre du candomblé.
Après la mort de sa tante folle quand il est enfant, Balduino est envoyé travailler chez une riche famille blanche. Il doit cependant prendre la fuite quand il est injustement accusé d'avoir violenté Lindinalva, la belle fille de sa famille d'accueil.
Dès lors, Balduino passe la suite de sa jeunesse en liberté dans une bande d'enfants de rue, un épisode qui annonce les Capitaines des sables, un autre roman d'Amado. Par la suite, Balduino devient un boxeur à succès mais, déprimé par sa première défaite, il quitte Salvador et se met à travailler dans une plantation de tabac. Il doit cependant s'enfuir, une fois encore, après avoir manqué de tuer un de ses camarades de travail.
De retour à Salvador, il rencontre par hasard Lindinalva qui est tombée dans la prostitution après la ruine de son père. Sur son lit de mort, elle lui confie son fils.
Balduino est ensuite embauché comme docker. Sa participation à une grève générale crée un conflit avec son vieil ami Jubiabá auquel il reproche de ne pas suffisamment soutenir le mouvement.

## Thèmes
Bahia de tous les saints s'intéresse à la culture afro-brésilienne de l'État de Bahia en insistant beaucoup sur le candomblé et la macumba.
L'œuvre reprend aussi le développement de la conscience politique chez la classe ouvrière, un thème déjà présent dans Cacao et Sur. Comme dans ces deux romans, la tension politique tend néanmoins à être diluée par la façon sentimentale dont les pauvres sont décrits.

## Adaptations
Bahia de tous les saints a servi de base au film homonyme écrit et réalisé par Nelson Pereira dos Santos et sorti en 1986.
Outre le film, le livre a inspiré des feuilletons radiophoniques dans les années 1940 et plusieurs adaptations théâtrales ont été représentées dans les années 1960 et 1970.
L'histoire fut aussi adaptée pour la bande-dessinée.